# Tephrochlamys flavipes
Tephrochlamys flavipes – gatunek muchówki z rodziny błotniszkowatych i podrodziny Heleomyzinae.
Gatunek ten opisany został w 1838 roku przez Johana Wilhelma Zetterstedta jako Heteromyza flavipes.
Muchówka o ciele długości od 5 do 6 mm. Głowa jej odznacza się obecnością zarówno włosków jak i szczecinek na policzkach. Tułów cechuje się obecnością szczecinek na propleurach, nagim przedpiersiem oraz zczecinkami śródplecowymi w układzie 0+3, przy czym pierwsza para szczecinek zaszwowych leży bliżej drugiej ich pary niż szwu. 
Skrzydła mają krótkie, przyciemnione za końcem żyłki subkostalnej pterostygmy i kolcopodobne szczecinki na żyłce kostalnej dłuższe niż owłosienie. Środkowa para odnóży ma na goleniach po jednej, dobrze rozwiniętej ostrodze.
Owad znany z Hiszpanii, Andory, Irlandii, Wielkiej Brytanii, Francji, Belgii, Holandii, Niemiec, Danii, Norwegii, Szwecji, Finlandii, Szwajcarii, Austrii, Włoch, Polski, Czech, Słowacji, Węgier, Litwy, Łotwy, Ukrainy, Rumunii, Bułgarii, Chorwacji, Serbii, Czarnogóry i Rosji.